# Belle Center
Belle Center és una població dels Estats Units a l'estat d'Ohio. Segons el cens del 2000 tenia 807 habitants.

## Demografia
Segons el cens del 2000, Belle Center tenia 807 habitants, 326 habitatges, i 241 famílies. La densitat de població era de 451,6 habitants per km².
Per edats la població es repartia de la següent manera: un 25,9% tenia menys de 18 anys, un 7,1% entre 18 i 24, un 29,7% entre 25 i 44, un 21,3% de 45 a 60 i un 16% 65 anys o més.
L'edat mediana era de 36 anys. Per cada 100 dones de 18 o més anys hi havia 86,9 homes.
La renda mediana per habitatge era de 45.486 $ i la renda mediana per família de 48.594 $. Els homes tenien una renda mediana de 36.467 $ mentre que les dones 28.846 $. La renda per capita de la població era de 20.173 $. Aproximadament el 6% de les famílies i el 8,5% de la població estaven per davall del llindar de pobresa.

## Poblacions més properes
El següent diagrama mostra les poblacions més properes.